# Каледонія (округ Вопака, Вісконсин)
Каледонія (англ. Caledonia) — місто (англ. town) в США, в окрузі Вопака штату Вісконсин. Населення — 1712 особи (2020).

## Демографія
Згідно з переписом 2010 року, у місті мешкало 1627 осіб у 614 домогосподарствах у складі 478 родин. Було 700 помешкань.
Расовий склад населення:
| - 97,7 % — білих - 0,8 % — чорних або афроамериканців - 0,3 % — корінних американців - 0,2 % — азіатів |

До двох чи більше рас належало 0,4 %. Частка іспаномовних становила 1,6 % від усіх жителів.
За віковим діапазоном населення розподілялося таким чином: 23,4 % — особи молодші 18 років, 63,9 % — особи у віці 18—64 років, 12,7 % — особи у віці 65 років та старші. Медіана віку мешканця становила 44,8 року. На 100 осіб жіночої статі у місті припадало 115,8 чоловіків;  на 100 жінок у віці від 18 років та старших — 109,8 чоловіків також старших 18 років.
Середній дохід на одне домашнє господарство  становив 100 966 доларів США (медіана — 74 688), а середній дохід на одну сім'ю — 109 257 доларів (медіана — 88 750). Медіана доходів становила 60 033 долари для чоловіків та 44 625 доларів для жінок. За межею бідності перебувало 6,4 % осіб, у тому числі 3,3 % дітей у віці до 18 років та 10,8 % осіб у віці 65 років та старших.
Цивільне працевлаштоване населення становило 923 особи. Основні галузі зайнятості: виробництво — 32,7 %, освіта, охорона здоров'я та соціальна допомога — 19,7 %, роздрібна торгівля — 7,3 %, науковці, спеціалісти, менеджери — 7,0 %.